# Dewey Defeats Truman

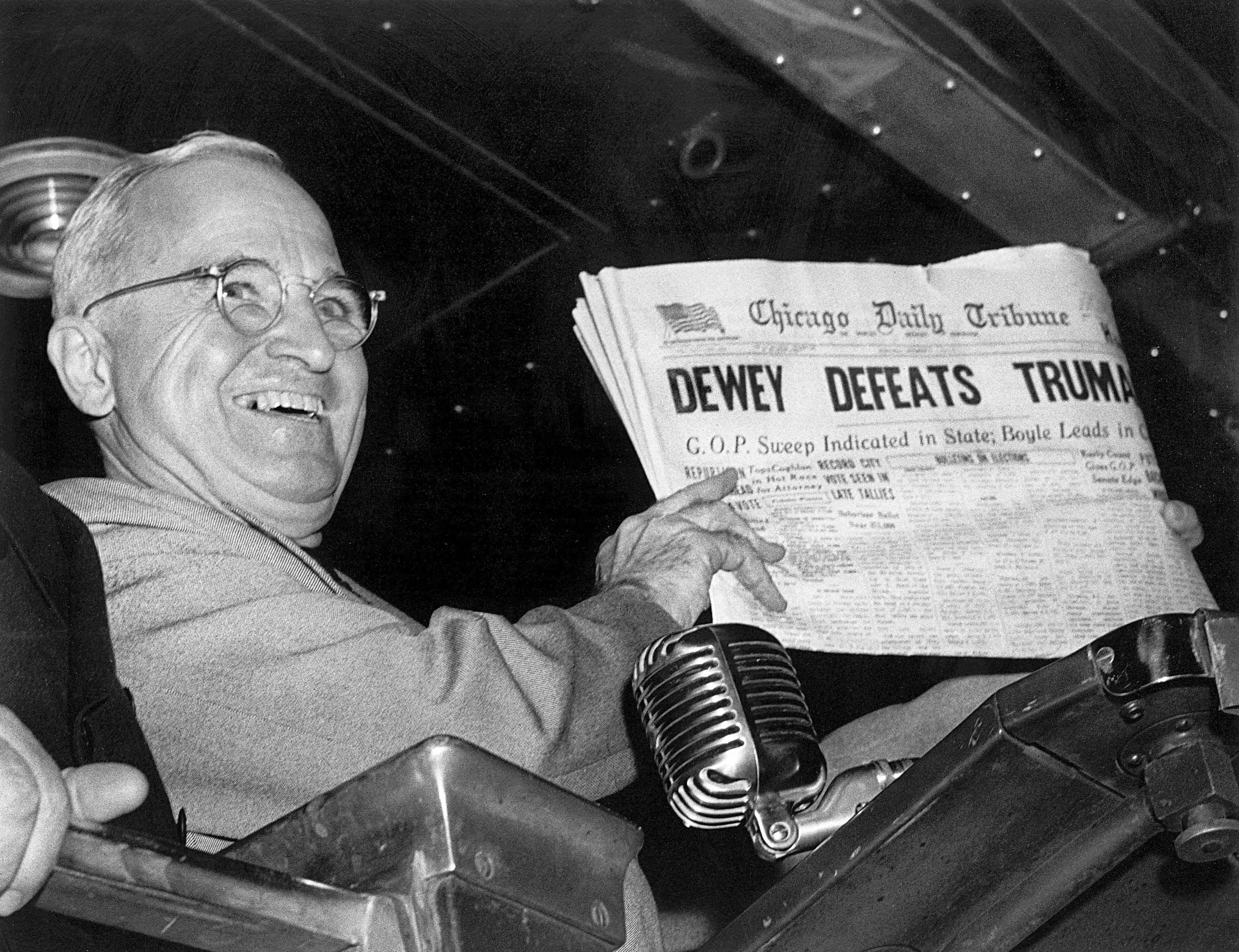
El presidente Harry S. Truman sosteniendo una edición temprana del Chicago Daily Tribune del 4 de noviembre de 1948 que muestra un titular erróneo de las elecciones presidenciales.

«Dewey Defeats Truman» (en español: Dewey derrota a Truman) es un famoso titular erróneo de la primera plana de la edición del Chicago Tribune del 3 de noviembre de 1948, un día después de que el demócrata Harry S. Truman derrotara al republicano y exgobernador de Nueva York, Thomas E. Dewey en las elecciones presidenciales de 1948.
El titular erróneo se hizo famoso después de que Truman fuera fotografiado sosteniendo un periódico durante una parada en Union Station cuando iba en tren desde su casa en Independence (Misuri) a Washington D. C.

## Antecedentes
El Chicago Tribune, que antes se había referido a Truman como un imbécil, fue un famoso periódico de tendencia republicana. En un artículo retrospectivo más de medio siglo más tarde acerca del titular más famoso y vergonzoso de la publicación, el diario escribió que Truman «Tenía tan mala opinión del Tribune como el diario sobre él».
Un año antes de las elecciones de 1948, los impresores que operaban la maquinaria del Chicago Tribune y otros periódicos de Chicago estaban en huelga, en protesta por la Ley Taft-Hartley. Casi al mismo tiempo, el Tribune había cambiado a un método que se compone de copias para el papel en máquinas de escribir, era fotografiado y luego grabado en las planchas de impresión. Este proceso requiere que el papel tenga que ser impreso horas antes de lo habitual.

## Elecciones de 1948
En la noche de las elecciones, el Tribune decidió mandar su edición a la imprenta antes de que se conocieran muchos de los resultados electorales de la costa del Este. El documento se basó en el informe del veterano corresponsal y analista político Arthur Sears Henning, que había predicho los resultados de cuatro de las cinco contiendas presidenciales de los últimos 20 años, la sabiduría popular, apoyada por las encuestas era casi unánime en que la presidencia de Dewey era "inevitable", y que el gobernador de Nueva York ganaría las elecciones con comodidad. La edición del Tribune fue a la imprenta con el titular: «Dewey defeats Truman».
El corresponsal del Tribune también informó que los republicanos habían recuperado el control de la cámara de senadores y de la de representantes, junto con la presidencia de Dewey. Henning escribió que «Dewey obtuvo una victoria arrolladora en las elecciones presidenciales de ayer. Los primeros resultados mostraron que el partido republicano que lleva Truman estaba bastante consistente en el oeste y el sur de los estados» y añadió qué «los recuentos completos revelarían que Dewey ganó la presidencia por una aplastante mayoría del voto electoral». Los conteos comenzaron a indicar una cerrada votación más tarde en la noche, Henning continuó apegándose a su predicción, y miles de periódicos continuaron imprimiéndose con el titular que declaraba a Dewey ganador.
Sólo al final de la noche, después de que los despachos de prensa ponían en duda la certeza de la victoria de Dewey, el Tribune decidió cambiar el titular a «Democrats make sweep of state offices» (en español: Demócratas hacen barrido en oficinas del estado) para la edición de ese día. Unos 150.000 ejemplares del periódico ya se habían publicado con el título erróneo.
Truman ganó las elecciones por mayoría de 303 a 189 sobre Dewey, gracias a unos pocos miles de votos en Ohio, Illinois y California, sin los cuales se habría producido la victoria de Dewey. Los demócratas no sólo ganaron la Presidencia, también tomaron el control de ambas cámaras del Congreso.

## Consecuencias
Los editores del Tribune tomaron de buena manera el incidente, incluso habían planeado dar a Truman una placa con una réplica del titular erróneo en el 25° aniversario de las elecciones de 1948. Truman murió el 26 de diciembre de 1972, antes de que el regalo se le pudiera dar.
No fue el único periódico en equivocarse. El Journal of Commerce tenía ocho artículos en su edición del 3 de noviembre acerca de lo que podría esperarse del presidente Dewey. El titular a cinco columnas del periódico decía: «Dewey Victory Seen as Mandate to Open New Era of Government-Business Harmony, Public Confidence» (en español: La victoria de Dewey es vista como un mandato para iniciar una nueva era de armonía entre el gobierno y las empresas, confianza al público).